# Laodike II
Laodike II, död efter 241 f.Kr, var en drottning i det seleukidiska riket. Hon var gift med seleukiderkungen Seleukos II.
Laodike II var dotter till den seleukidiske prinsen och generalen Andromachos, som var sonson till Seleukos I, och därmed kusin till sin make Seleukos II.     
Barn: 
1. Antiochis
2. Seleukos III Ceraunus
3. Antiochos III